# Solomon and Sheba
Solomon and Sheba is een Amerikaanse epische, historische en romantische film uit 1959, geregisseerd door King Vidor. De film werd verdeeld door United Artists. De hoofdrollen werden gespeeld door de Italiaanse schoonheid Gina Lollobrigida als de koningin van Seba, Yul Brynner als koning Salomo en verder nog George Sanders als Adonia, Marisa Pavan als Abisag en David Farrar als de farao. De film is een gedramatiseerde versie van het tiende en negende hoofdstuk van de respectieve Bijbelboeken 1 en 2 Koningen en 1 en 2 Kronieken.

## Verhaal
De film wijkt fel af van de Bijbelversie en is veelal fictie, vooral het feit dat de koningin van Seba een bondgenote is van de Egyptische farao en het feit dat ze een liefdesaffaire heeft met Salomo. 
Onder leiding van koning David is Israël een verenigd en welvarend land ondanks dat het omringd is door vijandelijke landen. Net voor hij sterft maakt David bekend dat God hem heeft toegesproken in een droom en dat Salomo koning zal worden in plaats van zijn oudere broer Adonia. Deze laatst neemt het niet en vertrekt in woede met zijn rechterhand Joab. Salomo biedt hem later de leiding over het leger, wetende dat hij zich tegen hem zou kunnen keren.
De farao en zijn bondgenoten beramen een plan om Israël aan te vallen, maar de bloedmooie koningin van Seba denkt het allemaal zonder geweld te kunnen klaren met een list. Ze reist met haar gevolg naar Israël en wil de koning daar verleiden en heidense aanbidding introduceren in Jeruzalem. Salomo wordt door haar betoverd en de twee beginnen een affaire, wat de reputatie van de koning schaadt. Seba wordt echter echt verliefd op Salomo en krijgt spijt van haar gemanipuleer. Seba zegt aan Salomo dat ze wil terugkeren naar haar land om een feest te geven voor haar goden. Salomo staat echter toe dat het liefdesfestival in Israël plaatsvindt, zeer tegen de zin van de notabelen aan zijn hof. Abisag pleit bij God om Salomo niet te straffen voor zijn zonden, maar om haar te straffen. God komt tussenbeide en met een bliksemschicht vernielt hij het beeld van de heidense god. Ook wordt de tempel in Jeruzalem deels verwoest, waarbij Abisag het leven laat.
Adonia, die kort daarvoor een moordpoging ondernam op de koning, werd uit het land verbannen en vluchtte naar Egypte waar hij plannen smeedde met de farao om Salomo ten val te brengen. Het kleine leger van Salomo, dat niet op de steun van andere stammen kan rekenen, wordt al snel onder de voet gelopen en Adonia gaat naar Jeruzalem en zegt dat Salomo dood is en hij nu de nieuwe koning is. Seba heeft intussen gezien dat God almachtig is en smeekt hem Salomo te sparen: als hij dat doet, zal ze terugkeren naar haar land om de bevolking te bekeren en een tabernakel voor hem te bouwen.
Salomo krijgt opnieuw steun van de stammen en ze gaan in een hinderlaag liggen op een heuvel. Het Egyptische leger merkt hen op en zet de aanval in. Als ze dichterbij komen, draaien de soldaten hun gepolijste schilden naar de zon waardoor de Egyptenaren verblind worden. Ze rijden verder zonder te zien wat ze doen en het hele leger stort in een ravijn.
Intussen heeft Adonia het volk in Jeruzalem gevraagd om de heidense sloerie Seba te stenigen. Tijdens de steniging keert overwinnaar Salomo terug naar de stad. Adonia, die zijn troon niet voor de tweede keer wil afstaan, gaat het gevecht aan met Salomo maar komt daarbij om. Salomo smeekt God om Seba te sparen en zij geneest miraculeus van haar wonden. Hij wil met haar zijn land regeren maar zij zegt dat ze God beloofd heeft terug te keren naar haar land. Ze is zwanger en indien het een zoon zou zijn, zou haar land, dat tot dusver altijd geleid werd door een koningin, voor het eerst een koning hebben.

## Rolverdeling
| Acteur            | Personage |
| ----------------- | --------- |
| Yul Brynner       | Salomo    |
| Gina Lollobrigida | Seba      |
| George Sanders    | Adonia    |
| Marisa Pavan      | Abisag    |
| David Farrar      | Farao     |
| John Crawford     | Joab      |
| Finlay Currie     | David     |
| Harry Andrews     | Baltor    |
| José Nieto        | Achab     |
| Maruchi Fresno    | Batseba   |
| William Devlin    | Natan     |
| Jack Gwillim      | Josia     |
| Jean Anderson     | Takian    |
| Laurence Naismith | Hezrai    |
| Ramiel Peña       | Sadok     |

## Productie
Edward Small maakte reeds in 1953 bekend dat hij plannen had om een film te maken over koning Salomo. In 1955 tekende Gina Lollobrigida voor de rol van koningin Seba. United Artists ging ermee akkoord de film te verdelen in 1956. Small zou voor 75 procent van het beoogde budget (6 miljoen dollar) zorgen en United Artists voor 25 procent. Lollobrigida zou ook een deel van de winst krijgen. Zowel Tyrone Power als Yul Brynner hadden de rol van Salomo afgewezen, echter bedacht Power zich nadat het scenario herschreven werd.
Doordat Power er nu bij kwam werd de film een coproductie met Copa Productions, geleid door Ted Richmond. De film zou opgenomen worden in de Spaanse hoofdstad Madrid en Valdespartera in de buurt van Zaragoza. Op 15 september 1958 werd begonnen met filmen en midden december zou de film klaar zijn.

### Dood van Tyrone Power
Nadat twee derde van de film opgenomen was sloeg het noodlot toe op 15 november 1958. Tyrone Power en George Sanders hadden een duel opgenomen (beiden hadden al eens een zwaardgevecht uitgevochten in de film The Black Swan in 1942). Na de opnames klaagde Power over pijn in zijn linkerarm en onderbuik. hij werd naar het ziekenhuis gebracht en overleed amper een uur later aan een hartaanval met zijn zwangere vrouw aan zijn zijde.
De productie werd stopgezet en er moest een nieuwe acteur de rol overnemen. Enkele gevechtsscènes met Power langs achter konden wel nog gebruikt worden. Er was ook een voorstel om Power in het eerste deel van de film te gebruiken als de jonge Salomo en een andere acteur voor de oudere Salomo. Bovendien moest iedereen overal mee akkoord gaan want drie partijen hadden beslissingsrecht, Small, Copa Productions en Gina Lollobrigida.
Reeds op 16 november werd de rol aangeboden aan een vriend van Power, Yul Brynner, die aanvaardde. United Artists werd niet geïnformeerd over de keuze voor Brynner en was er niet zeker van of het een goede keuze was. Ted Richmond wilde zich helemaal terugtrekken en het was onzeker of de film er wel zou komen.
Er was ook een optie om de film te annuleren, daar er een verzekering was van 3 miljoen dollar voor het geval een van de zes hoofdrolspelers zou overlijden. Er werd uiteindelijk besloten om met Yul Brynner op te nemen. De volgende tien weken werd de film vervolledigd.

## Prijzen
- Bambi voor beste actrice - Gina Lollobrigida.